# Festival de Saint-Sébastien 1960
 (novembre 2012).
Si vous disposez d'ouvrages ou d'articles de référence ou si vous connaissez des sites web de qualité traitant du thème abordé ici, merci de compléter l'article en donnant les références utiles à sa vérifiabilité et en les liant à la section « Notes et références ».
La 8e édition du Festival de Saint-Sébastien s'est tenue du 9 au 19 juillet 1960. L'attribution de la catégorie A de la FIAPF pour l'édition 1957 permet au festival d'accueillir  des personnalités marquantes du cinéma mondial telles Joanne Woodward, Richard Attenborough ou Sidney Lumet.

## Jurés
- Friedrich Luft (de)
- Juan Antonio Bardem
- Vittorio Bonicelli
- Louis Chauvet
- Manuel Augusto García Viñolas
- Juan Francisco de Lasa
- Thomas Rowe

## Palmarès
- Coquille d'or : Romeo, Juliet a Tma de Jiří Weiss (Tchécoslovaquie)
- Coquille d'Or (Court métrage) : (Ex æquo) Fin d’un désert de Robert Ménégoz, (France) et Les maîtres sondeurs de Guy L. Cote, (Canada)
- Coquille d'Argent du meilleur réalisateur : Sidney Lumet pour L'Homme à la peau de serpent, (États-Unis)
- Mention spéciale : Profession Magliari de Francesco Rosi (Italie)
- Hommage du jury pour l'ensemble de son œuvre : Abel Gance
- Prix Zulueta d'interprétation féminine : Joanne Woodward pour L'Homme à la peau de serpent de Sidney Lumet, (États-Unis)
- Prix Zulueta d'interprétation masculine : Richard Attenborough, Jack Hawkins, Bryan Forbes, Roger Livesey et Nigel Patrick pour League of Gentlemen de Basil Dearden, (Royaume-Uni)
- Prix Perle de Cantabrico de meilleur long-métrage en langue espagnole : Simitrio de Emilio Gómez Muriel, (Mexique)
- Prix Perle de Cantabrico du meilleur court-métrage en langue espagnole : Estampas guipuzcoanas número 2: Pío Baroja, de Jesús Franco (Espagne)